# Piet van Engelen
Pour les articles homonymes, voir Engelen.
Piet van Engelen, né à Lierre, province d'Anvers, le 12 mai 1863 et mort à Anvers, le 17 octobre 1924, est un peintre belge.
Son champ pictural couvre essentiellement les représentations animalières, les portraits, les scènes de genre et les intérieurs et les peintures murales. Il est admis, en 1887, en qualité de membre du cercle artistique Als ik Kan.

## Biographie

### Famille
Piet (Joannes Petrus Gummarus) van Engelen, né à Lierre, province d'Anvers, le 12 mai 1863, est le dernier des dix enfants et le fils posthume de Petrus Josephus van Engelen (1826-1863), fabricant d'instruments de musique en cuivre, mort un mois avant la naissance de son fils, et de Sophia Leckwyck (1826), tous deux natifs de Lierre, où ils se sont mariés le 3 janvier 1847,. Louis van Engelen est le frère puîné du peintre Louis van Engelen (1856-1941). Il a également un autre frère aîné, August van Engelen (1852-1870), mort à l'âge de dix-huit ans après avoir légué ses toiles.
Piet van Engelen épouse à Anvers le 20 mai 1890 Marie Louise Ceuppens (1870-1925).

### Formation
Initialement, Piet van Engelen suit les cours de l'Académie royale des beaux-arts de Liège, où le directeur est le sculpteur Prosper Drion. Ensuite, à l'instar de son frère Louis, il devient étudiant à l'Académie royale des beaux-arts d'Anvers, où il a, notamment, comme professeur Charles Verlat.

### Carrière
Les premiers salons triennaux belges où Piet van Engelen expose sont : le Salon de Gand de 1886, le Salon de Bruxelles de 1887 et le Salon d'Anvers de 1888.
En 1887, Piet van Engelen devient membre du groupe Als ik Kan. En 1893, il est désigné comme professeur de dessin linéaire à l'Académie d'Anvers avant d'intégrer, en 1897, le corps professoral et d'être nommé le 9 avril 1920.
Le 12 août 1923, Piet van Engelen est le directeur artistique du Cortège des bijoux, une manifestation artistique consistant en un défilé de 66 chars parcourant les rues d'Anvers, et dont la brochure explicative comprend des dessins de l'artiste.
Piet van Engelen meurt, après une courte et pénible maladie, à Anvers, l'âge de 61 ans, le 17 octobre 1924, puis il est inhumé, quatre jours plus tard, après un service funèbre en l'église paroissiale du Saint-Esprit, au cimetière du Schoonselhof.

## Œuvres

### Caractéristiques
Son champ pictural couvre essentiellement les représentations animalières, les portraits, les scènes de genre, les peintures florales, les intérieurs et les peintures murales.

### Réception critique
En 1889, dans son article consacré à l'exposition exclusive des œuvres de Piet van Engelen, à l'Émulation, la critique du quotidien La Meuse écrit : 

« L'ancien lauréat de l'Académie de Liège, M. Piet van Engelen, s'était déjà distingué ici par des œuvres annonçant un tempérament. […] Aujourd'hui, la maîtrise lui est acquise spécialement dans sa manière bien personnelle de traiter les tableaux  de volailles, nature morte ou vivante  de premier ordre. […] Deux coqs vivaient en paix, une poule survint est d'une telle vérité, d'une telle nature dans toutes ses parties, qu'on peut affirmer que c'est une page complète. Le poil lui aussi familier que la plume [comme] ces trois jeunes chats […]. Sa palette est d'une richesse inépuisable, nous n'en voulons d'exemple que ce Vieux loup de mer, puis cette Tête de fantaisie […]. Il a aussi voulu surprendre le secret des fleurs dans des essais consciencieux. La Leçon de dessin est une œuvre de grande valeur. »

### Expositions

#### Expositions triennales belges
- Salon de Gand (XXXIII) de 1886 : Portrait de Melle V.E. de Liège[6].
- Salon de Bruxelles de 1887 : Volaille[7].
- Salon d'Anvers de 1888 : Coq et poule, Gibier, Arrivée du gibier à la halle, Les Frères jumeaux et Bouquet de fleurs d'été[8].
- Salon de Gand (XXXIV) de 1889 : Les Deux coqs[13].
- Salon d'Anvers de 1891 : Beaucoup de bruit pour rien et L'Intrus[14].
- Salon de Bruxelles de 1893 : Nature morte (coqs) et L'Orpheline[15].
- Salon d'Anvers de 1898 : Combat de coq et dindon[16].
- Salon de Gand (XL) de 1913 : Truies (conservé au Musée royal des Beaux-Arts d'Anvers)[17].

#### Autres expositions belges
- Salon des beaux-arts de Liège en 1888 : Le Taureau et Volaille, tableau acquis par la ville de Liège pour le musée communal[18].
- Exposition Louis et Piet van Engelen à l'Émulation à Liège du 21 avril au 5 mai 1889 : une centaine de toiles des deux artistes, dont 43 de Piet van Engelen[12].
- Exposition d'Als ik Kan (XXV), du 14 au 29 novembre 1891[19].
- Salon de Liège de 1892 : des volailles[20].
- Salon de Mons de 1893[21].
- Exposition universelle d'Anvers de 1894 : Diorama du Congo, en collaboration avec Robert Mols[22].
- Exposition des douze ans et demi d'Als ik Kan, en mars 1896 : Le Renard[23].
- Exposition Piet van Engelen, salle Verlat à Anvers, du 4 au 12 avril 1896 : 50 tableaux, dont la moitié sont vendus[24].
- Salon quadriennal de Liège de 1902[25].
- Exposition Piet van Engelen, salle Verlat à Anvers, du 2 au 15 avril 1904 : 45 tableaux, dont la moitié sont vendus[26].
- Exposition des douze ans et demi d'Als ik Kan, en février 1908[27].
- Exposition de Louis et Piet van Engelen, salle des Fêtes, place de Meir à Anvers du 7 au 22 décembre 1912, Piet van Engelen expose notamment : Truies et pourceaux, Canetons, Perdreaux, Les Deux champions, et Sortant du bain[28].

### Galerie d'œuvres

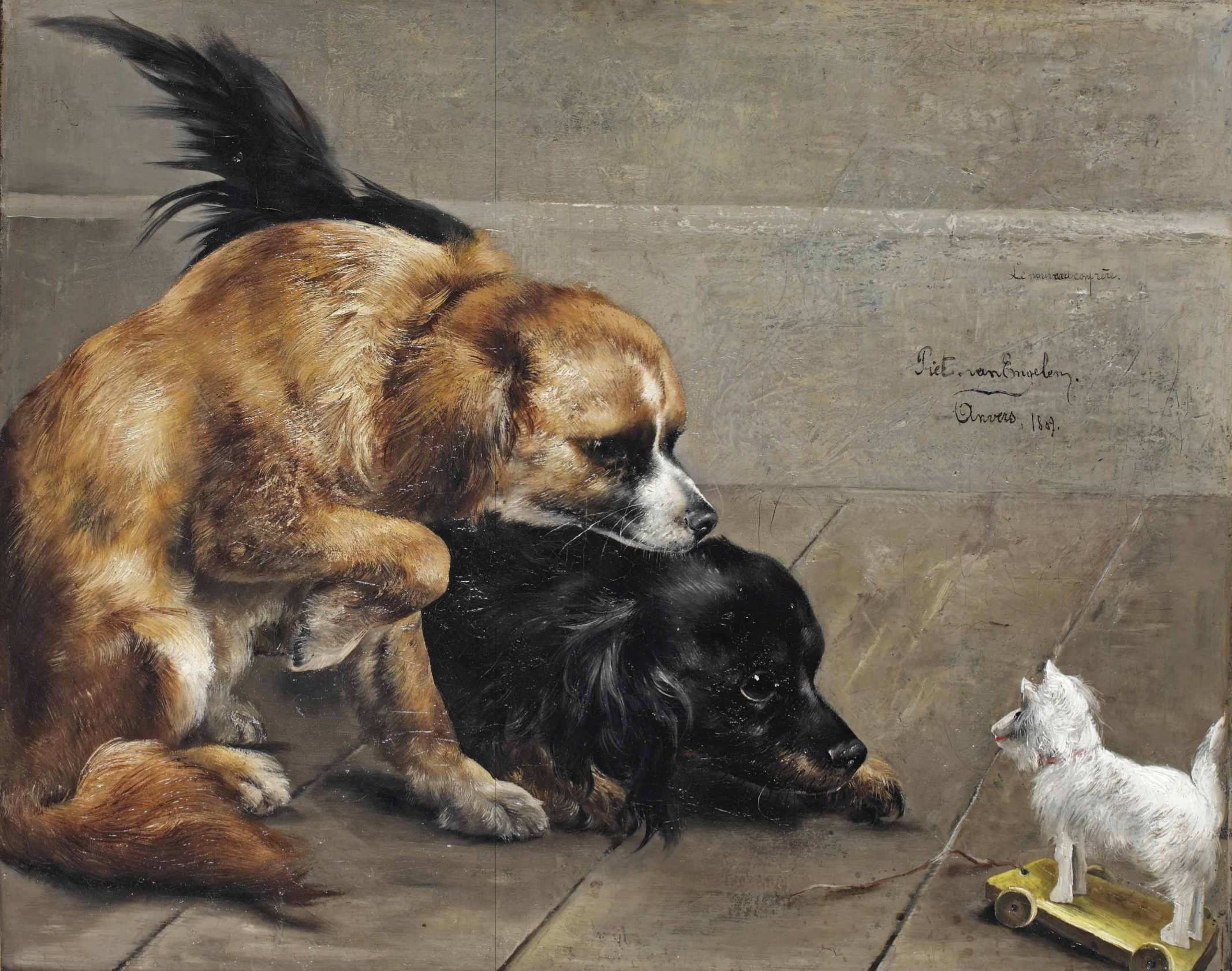
Le Nouveau collègue, 1889..
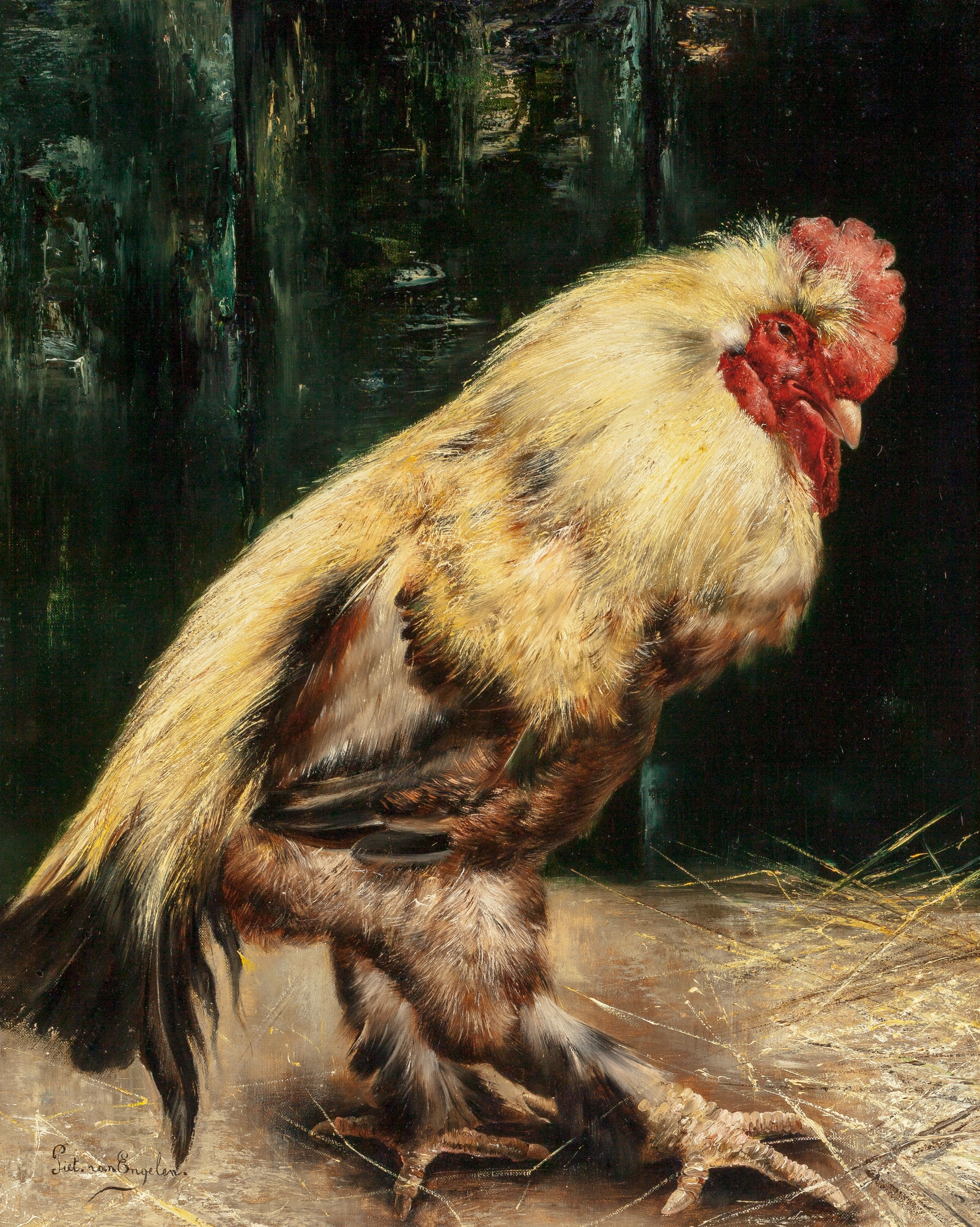
Coq, vers 1900..
Combat de coqs, 1902..
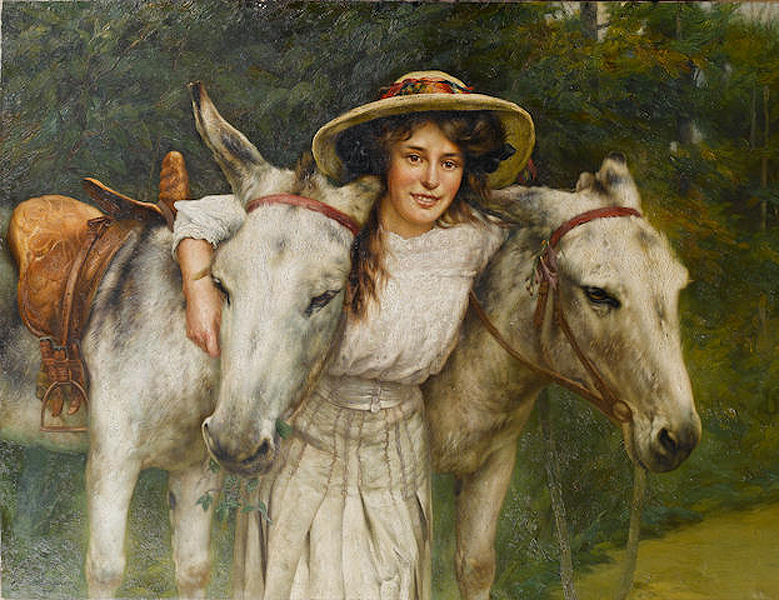
Amitié, vers 1910..
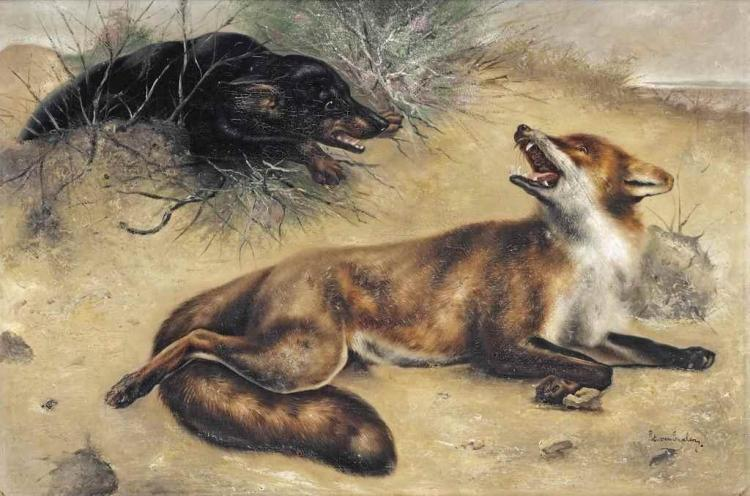
La Rencontre, vers 1900..
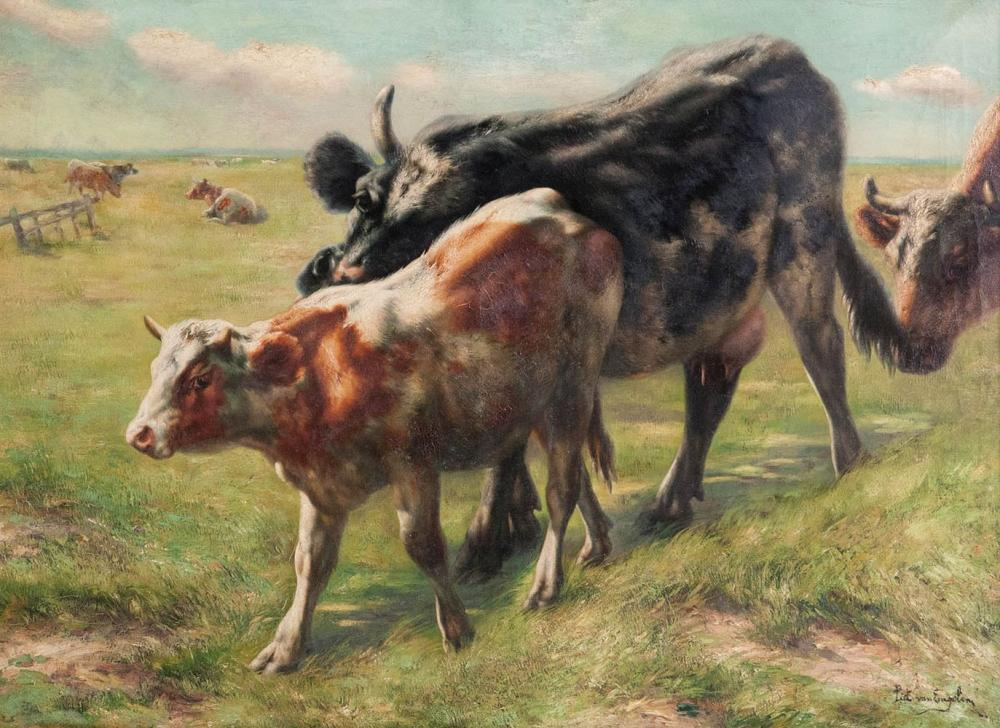
Vaches dans le pré, vers 1900..
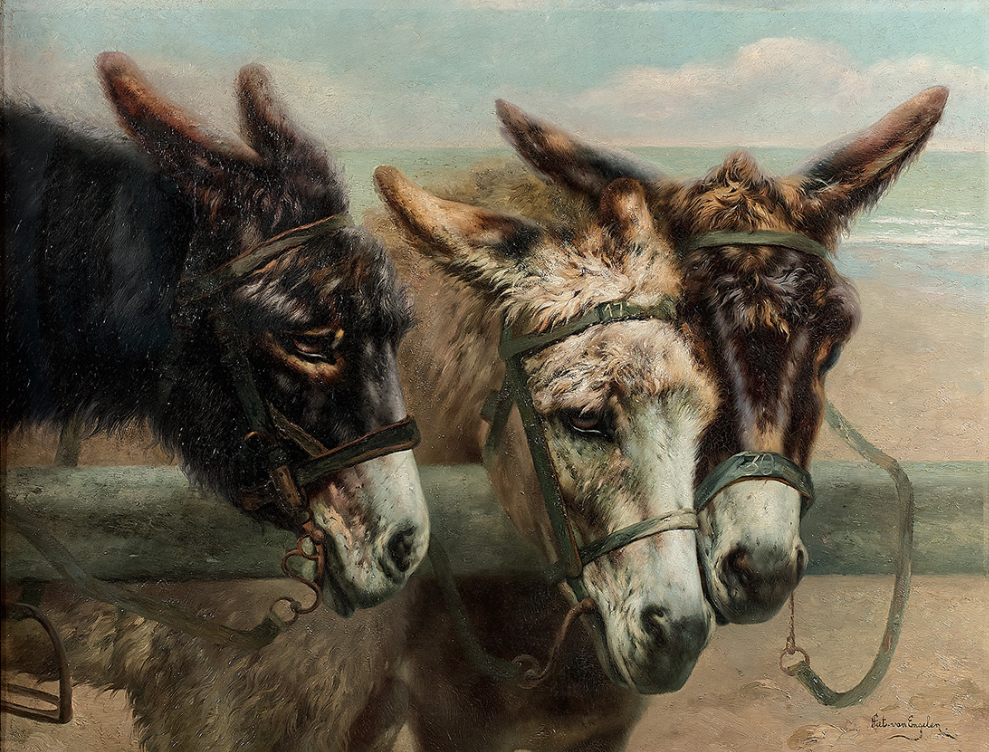
Ânes à la barrière..

## Distinctions
- Chevalier de l'ordre de la Couronne (14 août 1898)[29].
- Chevalier de l'ordre de Léopold (29 novembre 1920)[30].